# Majtény község
Majtény község (románul: Comuna Moftin) község Szatmár megyében, Romániában. Központja Kismajtény, beosztott falvai Domahida, Esztró, Gilvács, Krasznaszentmiklós, Nagymajtény, Érgirolt.

## Népessége
A 2011-es népszámlálás adatai alapján a község népessége 4293 fő volt.